# Le vicende d'amore
Le vicende d'amore (título original en italiano; en español, Las vivencias de amor) es un intermezzo in musica a cinco voces en dos partes con música de Pietro Alessandro Guglielmi y libreto de Giovanni Battista Neri. Se estrenó en el Teatro Valle de Roma en el carnaval de 1784. 
En tiempos modernos el intermezzo fue repuesta por vez primera el 30 de abril de 2006 en el Teatro Comunale Guglielmi de Massa, bajo la dirección de Paolo Biancalana. En esta ocasión fue efectuada también la primera grabación absoluta de esta obra.